# مالابون
مالابون (به لاتین: Malabon) یک سکونتگاه مسکونی با جمعیت ۳۵۳٬۳۳۷ نفر که در کلانشهر مانیل، فیلیپین واقع شده‌است.